# 愛情的天氣
《愛情的天氣》是日本乐队Every Little Thing在2004年2月25日公開的第26首單曲作品。

## 收錄樂曲
- 愛情的天氣
- stray cat （20031223 version）
- 愛情的天氣（Instrumental）